# SKV Oberstenfeld
Der Sport- und Kulturverein Oberstenfeld e. V. von 1946 (SKV Oberstenfeld e. V.) ist ein Sportverein aus Oberstenfeld im Landkreis Ludwigsburg, Baden-Württemberg.

## Geschichte
Gegründet wurde der Verein 1946 mit 43 Mitgliedern und einer aktiven Mannschaft sowie je einer A- u. C-Jugend im Handball. 1955 wurde mit dem Turnen begonnen. 1964 kam die Frauengymnastik hinzu. 1965 etablierte sich die Tischtennis-Abteilung, sie wurde 1999 aufgelöst. 1968 wurde die Judo-Abteilung gegründet. 1976 entstand die Freizeitsportgruppe.
1981 wurde die Koronarsportgruppe ins Leben gerufen. 1999 Aikido wird eigenständige Abteilung. 2003 Aerobic wird eigenständige Abteilung. Derzeit gehören ca. 1300 Mitglieder in den einzelnen
Abteilungen dem SKV Oberstenfeld an.

## Abteilungen
Neben dem Leistungssport, der u. a. beim
Handball gefördert wird, gibt es noch Abteilungen beim
SKV, welche in den Bereichen Breiten-, Freizeit- und Rehabilitationssport angesiedelt
sind. 

### Handball
Die Handballabteilung umfasst fünf aktiven Mannschaften, darunter drei Herrenmannschaften, eine Frauen- und eine Jungseniorenmannschaft. Des Weiteren gehen eine Senioren-Truppe sowie acht Jugendmannschaften in die Saison 2010/11. Außerdem gibt es für die Kleinsten die Handball-Minis.
Derzeit spielt die 1. Herrenmannschaft in der Württembergliga/Nord, während die Damenmannschaft in der Bezirksklasse antritt. Die zweite Mannschaft der Herren befindet sich in der Bezirksliga und die dritte Mannschaft spielt in der Kreisliga B.

#### Erfolge
- 1952–1953 Kreismeister der Kreisklasse 1
- 1967 Teilnahme an der Aufstiegsrunde in die Württembergische Oberliga
- 1969 Aufstieg in die Landesliga
- 1970 Erstmaliger Aufstieg in die Württembergische Oberliga
- 1973–1974 Aufstieg in die Württembergische Oberliga
- 1978–1979 Württembergischer Meister und Pokalsieger
- 1981–1982 Württembergischer Meister und Pokalsieger / Aufstieg in die Regionalliga Süd
- 1983 1. Württembergische Meisterschaft Senioren I
- 1984–1985 Vizemeister Regionalliga Süd und süddeutsche Pokalmeisterschaft
- 1984–1985 Süddeutsche Pokalmeisterschaft und Klassenerhalt Regionalliga Süd / Aufstieg Ib Männermannschaft in die Landesliga
- 1986/87/89/90 Württembergische Vizemeisterschaft Senioren I
- seit 1987 wieder in der Oberliga Württemberg mit unterschiedlichen Platzierungen
- 1988/89 Männliche A-Jugend in der Württembergischen Oberliga
- 1989/90 Weibliche A-Jugend in der Landesliga
- 1991 2. Württembergische Meisterschaft Senioren I
- 1994–1995 Württembergischer Pokalsieger / Weibliche B-Jugend in der Landesliga
- 1996–1997 Aufstieg in die Württembergische Oberliga und Württembergischer Pokalsieger / Männliche C-Jugend in der Oberliga / Männliche B-Jugend in der Landesliga
- 1998 Württembergischer Meister und Aufstieg in die Regionalliga Süd
- 2000 Mitglied der neu gegründeten Oberliga Baden-Württemberg
- 2001 Aufstieg in die Regionalliga Süd
- 2005/06 Württembergische Meisterschaft Jungsenioren (Herren 32)
- 2009/10 Landesligameister und Aufstieg in die Württembergliga